# Список премьер-министров Сирии
Премьер-министр Сирии — должность главы правительства Сирии существовавшая в период с 9 марта 1919 года по 29 марта 2025 года. Последним премьер-министром Сирии был глава сирийского переходного правительства Мухаммед аль-Башир.

## Премьер-министрыКоролевства Сирия(1918—1920)
| Портрет | Имя                        | начало правления | конец правления | Партия | Годы жизни  |
| ------- | -------------------------- | ---------------- | --------------- | ------ | ----------- |
|         | Али Рида Баша ар-Рикаби    | октябрь 1918     | 14 декабря 1919 |        | 1864 — 1942 |
|         | Абдуль Хамад Паша          | 14 декабря 1919  | декабрь 1919    |        |             |
|         | Али Рида Баша ар-Рикаби    | декабрь 1919     | май 1920        |        | 1864 — 1942 |
|         | Хашим Бей Халид Аль-Атасси | май 1920         | 28 июля 1920    |        | 1875 — 1960 |

## Премьер-министры во времяфранцузского мандата(1920—1946)
| Портрет                                              | Имя                               | начало правления | конец правления  | Партия               | Годы жизни  |
| ---------------------------------------------------- | --------------------------------- | ---------------- | ---------------- | -------------------- | ----------- |
|                                                      | Ала ад-Дин ад-Дуруби              | 28 июля 1920     | 21 августа 1920  |                      | 1870 — 1920 |
|                                                      | Джамиль аль-Ульши (1-й срок)      | 6 сентября 1920  | 30 ноября 1920   |                      | 1883 — 1951 |
| должность отменена (30 ноября 1920 — 26 января 1925) |                                   |                  |                  |                      |             |
|                                                      | Субхи Бей Баракат аль-Халиди      | 26 января 1925   | 21 декабря 1925  |                      | 1883 — 1939 |
|                                                      | Тадж эд-Дин аль-Хасани (1-й срок) | 29 декабря 1925  | 6 января 1926    |                      | 1880 — 1943 |
| должность отменена (6 января 1926 — 27 апреля 1926)  |                                   |                  |                  |                      |             |
|                                                      | Ахмад Нами                        | 27 апреля 1926   | 9 февраля 1928   |                      | 1879 — 1960 |
|                                                      | Тадж эд-Дин аль-Хасани (2-й срок) | 15 апреля 1928   | 19 ноября 1931   |                      | 1880 — 1943 |
|                                                      | Хакки аль-Азм                     | 7 июня 1932      | 16 марта 1934    |                      | 1864 — 1955 |
|                                                      | Тадж эд-Дин аль-Хасани (3-й срок) | 16 марта 1934    | 22 февраля 1936  |                      | 1880 — 1943 |
|                                                      | Ата Бей аль-Айюби (1-й срок)      | 22 февраля 1936  | 21 декабря 1936  |                      | 1877 — 1951 |
|                                                      | Джамиль Мардам Бей (1-й срок)     | 21 декабря 1936  | 18 февраля 1939  | Национальный блок    | 1895 — 1960 |
|                                                      | Лутфи аль-Хаффар                  | 23 февраля 1939  | 13 марта 1939    | Национальный блок    | 1885 — 1968 |
|                                                      | Насухи аль-Бухари                 | 6 апреля 1939    | 9 июля 1939      |                      | 1881 — 1961 |
| должность отменена (9 июля 1939 — 4 апреля 1941)     |                                   |                  |                  |                      |             |
|                                                      | Халид аль-Азм (1-й срок)          | 4 апреля 1941    | 21 сентября 1941 | Национальный блок    | 1903 — 1965 |
|                                                      | Хассан аль-Хаким (1-й срок)       | 21 сентября 1941 | 19 апреля 1942   |                      | 1886 — 1988 |
|                                                      | Хосни аль-Барази                  | 19 апреля 1942   | 10 января 1943   |                      | 1895 — 1975 |
|                                                      | Джамиль аль-Ульши (2-й срок)      | 10 января 1943   | 25 марта 1943    |                      | 1883 — 1951 |
|                                                      | Ата Бей аль-Айюби (2-й срок)      | 25 марта 1943    | 17 августа 1943  |                      | 1877 — 1951 |
|                                                      | Саадаллах аль-Джабири (1-й срок)  | 19 августа 1943  | 14 октября 1944  | Партия независимости | 1892 — 1947 |
|                                                      | Фарис аль-Хури (1-й срок)         | 14 октября 1944  | 1 октября 1945   | Национальный блок    | 1879 — 1962 |
|                                                      | Саадаллах аль-Джабири (2-й срок)  | 1 октября 1945   | 17 апреля 1946   | Партия независимости | 1892 — 1947 |

## Премьер-министрыСирийской республики(1946—1958)
| Имя                                               | начало правления | конец правления  | Партия                                                                | Годы жизни  |
| ------------------------------------------------- | ---------------- | ---------------- | --------------------------------------------------------------------- | ----------- |
| Саадаллах аль-Джабири (2-й срок)                  | 17 апреля 1946   | 16 декабря 1946  | Партия независимости                                                  | 1892 — 1947 |
| Халид аль-Азм (2-й срок, исполняющий обязанности) | 16 декабря 1946  | 29 декабря 1946  | Национальный блок                                                     | 1903 — 1965 |
| Джамиль Мардам Бей (2-й срок)                     | 29 декабря 1946  | 17 декабря 1948  | Республиканская партия                                                | 1895 — 1960 |
| Халид аль-Азм (3-й срок)                          | 17 декабря 1948  | 30 марта 1949    | Национальный блок                                                     | 1903 — 1965 |
| Хусни аз-Заим                                     | 17 апреля 1949   | 26 июня 1949     | Вооружённые силы Сирии/Сирийская социальная националистическая партия | 1897 — 1949 |
| Мухсин аль-Барази                                 | 26 июня 1949     | 14 августа 1949  | беспартийный                                                          | 1904 — 1949 |
| Хашим аль-Атасси                                  | 17 августа 1949  | 24 декабря 1949  | Национальный блок                                                     | 1875 — 1960 |
| Назим аль-Кудси (1-й срок)                        | 24 декабря 1949  | 27 декабря 1949  | Народная партия                                                       | 1905 — 1998 |
| Халид аль-Азм (4-й срок)                          | 27 декабря 1949  | 4 июня 1950      | Национальный блок                                                     | 1903 — 1965 |
| Назим аль-Кудси (2-й срок)                        | 4 июня 1950      | 27 марта 1951    | Народная партия                                                       | 1905 — 1998 |
| Халид аль-Азм (5-й срок)                          | 27 марта 1951    | 9 августа 1951   | Демократический блок                                                  | 1903 — 1965 |
| Хассан аль-Хаким (2-й срок)                       | 9 августа 1951   | 13 ноября 1951   |                                                                       | 1886 — 1988 |
| Заки аль-Хатиб (исполняющий обязанности)          | 13 ноября 1951   | 28 ноября 1951   | Народная партия                                                       | 1887 — 1961 |
| Мааруф аль-Давалиби (1-й срок)                    | 28 ноября 1951   | 29 ноября 1951   | Народная партия                                                       | 1907 — 2004 |
| Фаузи Селу                                        | 3 декабря 1951   | 19 июля 1953     | Вооружённые силы Сирии                                                | 1905 — 1972 |
| Адиб аш-Шишакли                                   | 19 июля 1953     | 25 февраля 1954  | Вооружённые силы Сирии/Движение арабского освобождения                | 1909 — 1964 |
| Шевкет Шукейр                                     | 25 февраля 1954  | 1 марта 1954     |                                                                       | 1912 — 1982 |
| Сабри аль-Асали (1-й срок)                        | 1 марта 1954     | 19 июня 1954     | Сирийская социальная националистическая партия                        | 1903 — 1976 |
| Саид аль-Гази (1-й срок)                          | 19 июня 1954     | 3 ноября 1954    |                                                                       | 1893 — 1967 |
| Фарис аль-Хури (2-й срок)                         | 3 ноября 1954    | 13 февраля 1955  | Народная партия                                                       | 1879 — 1962 |
| Сабри аль-Асали (2-й срок)                        | 13 февраля 1955  | 13 сентября 1955 | Сирийская социальная националистическая партия                        | 1903 — 1976 |
| Саид аль-Гази (2-й срок)                          | 13 сентября 1955 | 14 июня 1956     |                                                                       | 1893 — 1967 |
| Сабри аль-Асали (3-й срок)                        | 14 июня 1956     | 6 марта 1958     | Сирийская социальная националистическая партия                        | 1903 — 1976 |

## Премьер-министрыОбъединённой Арабской Республики(1958—1961)
| Имя                 | начало правления | конец правления  | Партия            | Годы жизни  |
| ------------------- | ---------------- | ---------------- | ----------------- | ----------- |
| Нурэддин Кухала     | 7 октябрь 1958   | 20 сентября 1960 | Баас/беспартийный | 1910 — 1965 |
| Абдель Хамид Сарадж | 20 сентября 1960 | 16 августа 1961  | беспартийный      | 1925 — 2013 |

## Премьер-министрыСирийской Арабской Республики(1961—2025)
| Имя                               | начало правления | конец правления  | Партия                                                | Годы жизни  |
| --------------------------------- | ---------------- | ---------------- | ----------------------------------------------------- | ----------- |
| Маамун аль-Кузбари                | 29 сентября 1961 | 20 ноября 1961   | беспартийный                                          | 1914 — 1998 |
| Иззат ан-Нусс                     | 20 ноября 1961   | 14 декабря 1961  | Вооружённые силы Сирии                                | 1900 — 1972 |
| Мааруф аль-Давалиби (2-й срок)    | 22 декабря 1961  | 28 марта 1962    | Народная партия                                       | 1909 — 2004 |
| Башир аль-Азме                    | 16 апреля 1962   | 14 сентября 1962 |                                                       | 1910 — 1992 |
| Халид аль-Азм (6-й срок)          | 17 сентября 1962 | 9 марта 1963     |                                                       | 1903 — 1965 |
| Салах ад-Дин Битар (1-й срок)     | 9 марта 1963     | 12 ноября 1963   | Баас                                                  | 1912 — 1980 |
| Амин аль-Хафез (1-й срок)         | 12 ноября 1963   | 13 мая 1964      | Вооружённые силы Сирии/Баас                           | 1921 — 2009 |
| Салах ад-Дин Битар (2-й срок)     | 13 мая 1964      | 3 октября 1964   | Баас                                                  | 1912 — 1980 |
| Амин аль-Хафез (2-й срок)         | 4 октября 1964   | 23 сентября 1965 | Вооружённые силы Сирии/Баас                           | 1921 — 2009 |
| Юсуф Зуэйин (1-й срок)            | 23 сентября 1965 | 21 декабря 1965  | Баас                                                  | 1931 — 2016 |
| Салах ад-Дин Битар (3-й срок)     | 1 января 1966    | 23 февраля 1966  | Баас                                                  | 1912 — 1980 |
| Юсуф Зуэйин (2-й срок)            | 25 февраля 1966  | 29 октября 1968  | Баас                                                  | 1931 — 2016 |
| Нуреддин аль-Атасси               | 29 октября 1968  | 21 ноября 1970   | Вооружённые силы Сирии/Баас                           | 1930 — 1992 |
| Хафез аль-Асад                    | 21 ноября 1970   | 3 апреля 1971    | Вооружённые силы Сирии/Баас                           | 1930 — 2000 |
| Абдель Рахман Хлейфауи (1-й срок) | 3 апреля 1971    | 21 декабря 1972  | Вооружённые силы Сирии/Баас                           | 1930 — 2009 |
| Махмуд Аль-Айюби                  | 21 декабря 1972  | 7 августа 1976   | Баас/Национальный прогрессивный фронт                 | 1932 — 2013 |
| Абдель Рахман Хлейфауи (2-й срок) | 7 августа 1976   | 27 марта 1978    | Вооружённые силы Сирии/Баас                           | 1930 — 2009 |
| Мухаммад Али аль-Халаби           | 27 марта 1978    | 9 января 1980    | Баас/Национальный фронт прогресса                     | 1937 — 2016 |
| Абдул Рауф аль-Касм               | 14 января 1980   | 1 ноября 1987    | Баас/Национальный фронт прогресса                     | род. 1932   |
| Махмуд Зуаби                      | 1 ноября 1987    | 13 марта 2000    | Баас/Национальный фронт прогресса                     | 1935 — 2000 |
| Мухаммед Мустафа Меро             | 13 марта 2000    | 10 сентября 2003 | Баас/Национальный фронт прогресса                     | 1941 — 2020 |
| Мухаммед Наджи аль-Отари          | 10 сентября 2003 | 29 марта 2011    | Баас/Национальный фронт прогресса                     | род. 1944   |
| Адель Сафар                       | 14 апреля 2011   | 6 июня 2012      | Баас/Национальный фронт прогресса                     | род. 1953   |
| Рияд Хиджаб                       | 6 июня 2012      | 6 августа 2012   | Баас/Национальный фронт прогресса                     | род. 1966   |
| Омар Галаванджи                   | 6 августа 2012   | 9 августа 2012   | Баас/Национальный фронт прогресса                     | род. 1954   |
| Ваэль аль-Халки                   | 9 августа 2012   | 22 июня 2016     | Баас/Национальный фронт прогресса                     | род. 1964   |
| Имад Хамис                        | 22 июня 2016     | 11 июня 2020     | Баас/Национальный фронт прогресса                     | род. 1961   |
| Хусейн Арнус                      | 11 июня 2020     | 23 сентября 2024 | Баас/Национальный фронт прогресса                     | род. 1953   |
| Мухаммад Гази аль-Джалали         | 23 сентября 2024 | 8 декабря 2024   | Баас/Национальный фронт прогресса (до 8 декабря 2024) | род. 1969   |
| Переходный период (2024—2025)     |                  |                  |                                                       |             |
| Мухаммад Гази аль-Джалали         | 8 декабря 2024   | 10 декабря 2024  | Независимый                                           | род. 1969   |
| Мухаммед аль-Башир                | 10 декабря 2024  | 29 марта 2025    | Хайят Тахрир аш-Шам                                   | род. 1983   |